# Victoria Woodhull
Victoria Claflin Woodhull (23 de setembro de 1838 – 9 de junho de 1927) foi uma sufragista anarquista norte-americana, tornada famosa pelos jornais da Gilded Age como a líder do movimento pelo sufrágio das mulheres nos Estados Unidos da América do século XIX, e um símbolo da luta pelos direitos civis para as mulheres, pelo amor livre e por reformas laborais. A autoria dos seus discursos e artigos é presentemente alvo de debate, considerando alguns que não eram escritos por Woodhull e contestando outros que se trata de revisionismo não suportado em factos e provas concretas. De qualquer forma, o seu papel como representante destes movimentos sociais foi poderoso e controverso, nomeadamente quando declarou que se candidatava à presidência dos Estados Unidos em 1872.

### Publicações
- Antje Schrupp, Das Aufsehen erregende Leben der Victoria Woodhull (2002: Helmer).
- Woodhull, Victoria C., Free Lover: Sex, Marriage and Eugenics in the Early Speeches of Victoria Woodhull (Seattle, 2005). Quatro dos seus mais importantes e radicais discursos iniciais sobre sexualidade. Includes: "The Principle of Social Freedom" (1872), "The Scare-crows of Sexual Slavery" (1873), "The Elixir of Life" (1873), e "Tried as by Fire" (1873–74). ISBN 1-58742-050-3.
- Woodhull, Victoria C., Lady Eugenist: Feminist Eugenics in the Speeches and Writings of Victoria Woodhull (Seattle, 2005). Sete dos seus mais importantes discursos e artigos sobre eugenismo. Inclui: "Children--Their Rights and Privileges" (1871), "The Garden of Eden" (1875, publ. 1890), "Stirpiculture" (1888), "Humanitarian Government" (1890), "The Rapid Multiplication of the Unfit" (1891), and "The Scientific Propagation of the Human Race" (1893). ISBN 1-58742-040-6.
- Woodhull, Victoria C., Constitutional equality the logical result of the XIV and XV Amendments, which not only declare who are citizens, but also define their rights, one of which is the right to vote without regard to sex. New York: 1870.
- Woodhull, Victoria C., The Origin, Tendencies and Principles of Government, or, A Review of the Rise and Fall of Nations from Early Historic Time to the Present. New York: Woodhull, Claflin & Company, 1871.
- Woodhull, Victoria C., Speech of Victoria C. Woodhull on the great political issue of constitutional equality, delivered in Lincoln Hall, Washington, Cooper Institute, New York Academy of Music, Brooklyn, Academy of Music, Philadelphia, Opera House, Syracuse: together with her secession speech delivered at Apollo Hall. 1871.
- Woodhull, Victoria C. Martin, "The Rapid Multiplication of the Unfit". New York, 1891.
- Davis, Paulina W., ed. A history of the national woman's rights movement for twenty years. New York: Journeymen Printers' Cooperative Association, 1871.
- Riddle, A.G., The Right of women to exercise the elective franchise under the Fourteenth Article of the Constitution: speech of A.G. Riddle in the Suffrage Convention at Washington, January 11, 1871: the argument was made in support of the Woodhull memorial, before the Judiciary Committee of the House of Representatives, and reproduced in the Convention. Washington: 1871.

#### Documentários
- Weston,Victoria. *America's Victoria, Remembering Victoria Woodhull com Gloria Steinem e a actriz Kate Capshaw. Zoie Films Productions (1998). PBS and Canadian Broadcasts.